# Ringa
Ringa is een plaats in de gemeente Söderhamn in het landschap Hälsingland en de provincie Gävleborgs län in Zweden. De plaats heeft 51 inwoners (2005) en een oppervlakte van 15 hectare.